# ŠK Slovan Bratislava 2023/2024
Tento článek se podrobně zabývá událostmi ve fotbalovém klubu ŠK Slovan Bratislava v období sezony 2023/2024 a jeho působení v 1. lize, domácím poháru a evropských pohárech. Slovanu se v předcházejícím ročníku podařilo získat mistrovský titul a zajistit si tak start v prvním předkole Ligy Mistrů UEFA, do kterého vstoupil jako nasazený tým. Titul se Slovanu podařilo obhájit, avšak třetí rok v řadě se mu nepodařilo získat domácí pohár. V pohárové Evropě vybojoval postup do základní skupiny Evropské konferenční ligy UEFA 2023/2024, ze které postoupil ze druhého místa do jarního šestnáctifinále play-off, ve kterém vypadl s rakouským Sturmem Graz.

## Klub

### Vlastník
Klub vstoupil do nového ročníku ve stejné majetkové struktuře.

### Realizační tým
| Post                           | Jméno              |
| ------------------------------ | ------------------ |
| Hlavní trenér                  | Vladimír Weiss st. |
| Asistenti trenéra              | Boris Kitka        |
| Asistenti trenéra              | Timotej Vajdík     |
| Asistenti trenéra              | Ľuboš Benkovský    |
| Trenéři brankářů               | Miroslav Hrdina    |
| Trenéři brankářů               | Ján Mucha          |
| Vedoucí mužstva                | Ján Švehlík        |
| Kondiční trenéři               | Roman Švantner     |
| Kondiční trenéři               | Matej Balun        |
| Kustodi                        | Ján Beniak         |
| Kustodi                        | Peter Paulický     |
| Klubové vedení                 |                    |
| Prezident klubu                | Ivan Kmotrík st.   |
| Předseda představenstva        | Ivan Kmotrík st.   |
| Členové představenstva         | Ivan Kmotrík ml.   |
| Členové představenstva         | Stanislav Strapek  |
| Sportovní ředitel              | Róbert Tomaschek   |
| Sportovní ředitel mládeže      | Štefan Zaťko       |
| Ředitel pro mezinárodní vztahy | Róbert Vittek      |
| Finanční ředitelka             | Erika Šopoňová     |

## Soupiska

### První tým
Pozn.: Vlajky znamenají příslušnost k národnímu týmu, jak ji definují pravidla FIFA. Obecně mohou hráči mít i více občanství souběžně.

Aktuální k datu 24. května 2024 (ke konci sezony)
| Číslo | Pozice | Nár.       | Hráč                   | Datum narození a věk        | Od roku | Cena         | Smlouva do | Předchozí angažmá           | Typ příchodu     |
| ----- | ------ | ---------- | ---------------------- | --------------------------- | ------- | ------------ | ---------- | --------------------------- | ---------------- |
| 4     | O      | Gruzie     | Guram Kašia            | 4. července 1987 (37 let)   | 2021    | Zadarmo      | Léta 2024  | FC Locomotive Tbilisi       | Volný hráč       |
| 5     | O      | Slovensko  | Richard Križan         | 23. července 1997 (27 let)  | 2021    | —            | Léta 2024  | AS Trenčín                  | Přestup          |
| 6     | O      | Rakousko   | Kevin Wimmer           | 15. listopadu 1992 (32 let) | 2023    | Zadarmo      | Léta 2026  | SK Rapid Vídeň              | Volný hráč       |
| 7     | Z      | Slovensko  | Vladimír Weiss ml. (C) | 30. listopadu 1989 (35 let) | 2020    | Zadarmo      | Léta 2025  | Al-Gharafa SC               | Volný hráč       |
| 8     | Z      | Česko      | Jaromír Zmrhal         | 2. srpna 1993 (31 let)      | 2021    | —            | Léta 2024  | Brescia Calcio              | Přestup          |
| 11    | Z      | Arménie    | Tigran Barseghjan      | 22. září 1993 (31 let)      | 2022    | Zadarmo      | Zimy 2024  | FC Astana                   | Volný hráč       |
| 12    | O      | Slovinsko  | Kenan Bajrić           | 20. prosince 1994 (30 let)  | 2018    | 600 tis. €   | Léta 2025  | NK Olimpija Lublaň          | Přestup          |
| 13    | Ú      | Slovensko  | David Strelec          | 4. dubna 2001 (24 let)      | 2023    | ×            | Léta 2024+ | Spezia Calcio               | Hostování        |
| 17    | Ú      | Slovensko  | Rudolf Božík           | 11. února 2003 (22 let)     | 2021    | ×            | –          | Slovan Bratislava U19       | Odchovanec klubu |
| 18    | Z      | Slovensko  | Nino Marcelli          | 29. května 2005 (19 let)    | 2022    | ×            | Léta 2027  | Slovan Bratislava U19       | Odchovanec klubu |
| 20    | Z      | Gruzie     | Džaba Kankava          | 18. března 1986 (39 let)    | 2021    | Zadarmo      | Léta 2024  | Valenciennes FC             | Volný hráč       |
| 23    | Ú      | Ghana      | Sharani Zuberu         | 7. ledna 2000 (25 let)      | 2023    | Zadarmo      | Zimy 2024  | FC DAC 1904 Dunajská Streda | Volný hráč       |
| 24    | Z      | Chorvatsko | Marko Tolić            | 5. července 1996 (28 let)   | 2023    | ×            | Léta 2024+ | GNK Dinamo Záhřeb           | Hostování        |
| 25    | O      | Slovensko  | Lukáš Pauschek         | 9. prosince 1992 (32 let)   | 2019    | Zadarmo      | Léta 2024  | FK Mladá Boleslav           | Volný hráč       |
| 26    | Z      | Slovensko  | Filip Lichý            | 25. ledna 2001 (24 let)     | 2019    | ×            | Léta 2025  | Slovan Bratislava U19       | Odchovanec klubu |
| 27    | O      | Slovensko  | Matúš Vojtko           | 5. října 2000 (24 let)      | 2021    | 200 tis. € † | Léta 2025  | MFK Zemplín Michalovce      | Přestup          |
| 28    | O      | Panama     | César Blackman         | 2. dubna 1998 (27 let)      | 2023    | Zadarmo      | Léta 2026  | FC DAC 1904 Dunajská Streda | Volný hráč       |
| 31    | B      | Slovensko  | Martin Trnovský        | 7. června 2000 (24 let)     | 2018    | ×            | Léta 2026  | Slovan Bratislava U19       | Odchovanec klubu |
| 33    | Z      | Slovensko  | Juraj Kucka            | 26. února 1987 (38 let)     | 2022    | Zadarmo      | Léta 2024  | Parma Calcio 1913           | Volný hráč       |
| 35    | B      | Slovensko  | Adam Hrdina            | 12. února 2004 (21 let)     | 2021    | ×            | Léta 2025  | Slovan Bratislava U19       | Odchovanec klubu |
| 44    | O      | Řecko      | Spyros Risvanis        | 3. ledna 1994 (31 let)      | 2024    | Zadarmo      | Léta 2024+ | FC DAC 1904 Dunajská Streda | Volný hráč       |
| 82    | B      | Kanada     | Milan Borjan           | 23. října 1987 (37 let)     | 2023    | ×            | Léta 2024  | FK Crvena zvezda            | Hostování        |
| 88    | Z      | Řecko      | Kyriakos Savvidis      | 20. června 1995 (29 let)    | 2023    | Zadarmo      | Léta 2026  | FC Spartak Trnava           | Volný hráč       |

Legenda:  —  = nezveřejněno (dohoda mezi kluby),  †  = odhadovaná cena,  +  = opce na prodloužení smlouvy nebo trvalý přestup

### Změny v kádru v letním přestupovém období 2023
| Odešli z týmu |      |           |                   |                     |                         |
| Číslo         | Poz. | Nár.      | Hráč              | Kam odešel          | Typ                     |
| 1             | B    | Slovensko | Adrián Chovan     | Panserraikos F.C.   | Předčasný konec smlouvy |
| 30            | B    | Slovensko | Michal Šulla      | FC Spartak Trnava   | Konec smlouvy           |
| 81            | O    | Slovensko | Vernon De Marco   | Hatta Club          | Konec smlouvy           |
| 17            | O    | Česko     | Jurij Medveděv    | PFC Sochi           | Konec smlouvy           |
| 6             | O    | Gambie    | Maudo Jarjué      | IF Elfsborg         | Konec hostování         |
| 2             | O    | Belgie    | Siemen Voet       | Fortuna Sittard     | Roční hostování         |
| 10            | Z    | Gruzie    | Giorgi Čakvetadze | KAA Gent            | Konec hostování         |
| 19            | Z    | Anglie    | Andre Green       | Rotherham United FC | Konec smlouvy           |
| 8             | Z    | Maďarsko  | Dávid Holman      | Budapest Honvéd FC  | Konec smlouvy           |
| 17            | Ú    | Švýcarsko | Adler Da Silva    | Stal Rzeszów        | Roční hostování s opcí  |

| Přišli do týmu |      |            |                   |                             |                        |
| Číslo          | Poz. | Nár.       | Hráč              | Odkud přišel                | Typ                    |
| 82             | B    | Kanada     | Milan Borjan      | FK Crvena zvezda            | Roční hostování        |
| 14             | O    | Slovinsko  | Kenan Bajrić      | Pafos FC                    | Návrat z hostování     |
| 28             | O    | Panama     | César Blackman    | FC DAC 1904 Dunajská Streda | Po skončení smlouvy    |
| 27             | O    | Slovensko  | Matúš Vojtko      | HNK Gorica                  | Návrat z hostování     |
| 6              | O    | Rakousko   | Kevin Wimmer      | SK Rapid Vídeň              | Po skončení smlouvy    |
| 88             | Z    | Řecko      | Kyriakos Savvidis | FC Spartak Trnava           | Po skončení smlouvy    |
| 24             | Z    | Chorvatsko | Marko Tolić       | GNK Dinamo Záhřeb           | Roční hostování s opcí |
| –              | Ú    | Nigérie    | Ezekiel Henty     | Apollon Limassol            | Návrat z hostování     |
| 13             | Ú    | Slovensko  | David Strelec     | Spezia Calcio               | Roční hostování s opcí |

| Přechod (přišli z hostování a odešli na jiné nebo na přestup) |      |           |               |                  |                  |              |
| Číslo                                                         | Poz. | Nár.      | Hráč          | Odkud přišel     | Typ              | Kam odešel   |
|                                                               | Ú    | Nigérie   | Ezekiel Henty | Apollon Limassol | Přestup          | AEL Limassol |
| 55                                                            | Ú    | Slovinsko | Žan Medved    | MFK Skalica      | Přestup          | FC Košice    |
|                                                               | Ú    | Srbsko    | Ivan Šaponjić | Bandırmaspor     | Hostování s opcí | Ümraniyespor |

### Změny v kádru v zimním přestupovém období 2024
| Odešli z týmu |      |           |                   |                    |                         |
| Číslo         | Poz. | Nár.      | Hráč              | Kam odešel         | Typ                     |
| 36            | O    | Brazílie  | Lucas Lovat       | RFK Achmat Groznyj | Přestup                 |
| 3             | Z    | Nigérie   | Uche Agbo         | FK Aktobe          | Předčasný konec smlouvy |
| 15            | Ú    | Ghana     | Malik Abubakari   | Malmö FF           | Konec hostování         |
| 77            | Ú    | Slovensko | Aleksandar Čavrić | Kašima Antlers     | Hostování s opcí        |

| Přišli do týmu |      |       |                   |                             |                 |
| Číslo          | Poz. | Nár.  | Hráč              | Odkud přišel                | Typ             |
| 44             | O    | Řecko | Spyridon Risvanis | FC DAC 1904 Dunajská Streda | Jako volný hráč |

| Číslo | Pozice | Nár.      | Hráč         | Věk |
| ----- | ------ | --------- | ------------ | --- |
|       | Z      | Slovensko | Maxim Mateáš | 16  |

### Dočasný zákaz přestupů
Kvůli neuhrazeným závazkům vůči Vernonovi De Marco, FIFA Slovanu zakázala registraci nových hráčů. 28. 2. 2024 se však Slovan Bratislava prostřednictvím generálního ředitele Ivana Kmotríka mladšího vyjádřil, že dluh vůči bývalému hráči již uhradil a následně poté, co De Marcovi přijde předmětná částka na bankovní účet a po legislativních krocích a procesech, přestupový ban skončí, a v létě 2024 již Slovan bude mít přestupy povolené. Po obdržení oficiální informace od FIFY byl zákaz přestupů 5. března 2024 zrušený, jelikož závazek vůči bývalému hráči byl již uhrazen.

## Střelecká listina
| Poz. | Nár.        | Hráč                | Góly | Niké liga | Slovenský pohár | Liga mistrů UEFA | Evropská liga UEFA | Konferenční liga UEFA |
| ---- | ----------- | ------------------- | ---- | --------- | --------------- | ---------------- | ------------------ | --------------------- |
| Z    | Arménie     | Tigran Barseghjan   | 15   | 13        | 1               |                  | 1                  |                       |
| Ú    | Srbsko      | Aleksandar Čavrić † | 14   | 9         |                 | 1                |                    | 4                     |
| Ú    | Slovensko   | David Strelec       | 14   | 11        | 1               |                  | 2                  |                       |
| Z    | Chorvatsko  | Marko Tolić         | 13   | 9         | 2               | 1                | 1                  |                       |
| Z    | Slovensko   | Nino Marcelli       | 11   | 10        | 1               |                  |                    |                       |
| Z    | Slovensko   | Vladimír Weiss ml.  | 6    | 2         |                 | 3                |                    | 1                     |
| Z    | Slovensko   | Juraj Kucka         | 5    | 3         |                 |                  |                    | 2                     |
| Ú    | Lucembursko | Gerson Rodrigues ±  | 5    | 4         |                 |                  |                    | 1                     |
| Z    | Česko       | Jaromír Zmrhal      | 4    | 3         | 1               |                  |                    |                       |
| Ú    | Ghana       | Malik Abubakari †   | 4    | 1         | 3               |                  |                    |                       |
| Ú    | Ghana       | Sharani Zuberu      | 3    |           | 1               | 2                |                    |                       |
| O    | Panama      | César Blackman      | 3    | 2         |                 |                  |                    | 1                     |
| O    | Slovensko   | Richard Križan      | 3    |           | 3               |                  |                    |                       |
| O    | Gruzie      | Guram Kašia         | 2    | 2         |                 |                  |                    |                       |
| Z    | Gruzie      | Džaba Kankava       | 2    | 1         | 1               |                  |                    |                       |
| O    | Brazílie    | Lucas Lovat †       | 1    | 1         |                 |                  |                    |                       |
| O    | Slovensko   | Lukáš Pauschek      | 1    | 1         |                 |                  |                    |                       |
| O    | Slovensko   | Matúš Vojtko        | 1    | 1         |                 |                  |                    |                       |
| Ú    | Slovensko   | Rudolf Božík        | 1    |           | 1               |                  |                    |                       |
|      |             | Vlastní             | 4    | 3         |                 | 1                |                    |                       |
|      |             | Celkem              | 115  | 76        | 15              | 8                | 4                  | 9                     |

Poslední úprava: 24. května 2024 (ke konci sezony)

Vysvětlivky: † = odehrál pouze podzimní část, ± = odehrál pouze jarní část

## Zápasy v sezoně 2023/24

### Souhrn působení v soutěžích
| Soutěž                         | Fáze startu | Momentální pozice/ kolo | Konečná pozice/ kolo | První zápas       | Poslední zápas  |
| ------------------------------ | ----------- | ----------------------- | -------------------- | ----------------- | --------------- |
| 1. fotbalová liga              | 1. kolo     |                         | Vítěz/32. kolo       | 29. července 2023 | 18. května 2024 |
| Slovenský pohár                | 2. kolo     |                         | Čtvrtfinále          | 13. září 2023     | 13. března 2024 |
| Liga mistrů UEFA               | 1. předkolo |                         | 3. předkolo          | 12. července 2023 | 16. srpna 2023  |
| Evropská liga UEFA             | 4. předkolo |                         | 4. předkolo          | 24. srpna 2023    | 31. srpna 2023  |
| Evropská konferenční liga UEFA | skupina     |                         | Šestnáctifinále      | 21. září 2023     | 22. února 2024  |

### Letní přípravné zápasy
| Datum                 | Soupeř                | Místo                | Výsledek             | Střelci Slovanu                                         |
| Soustředění Rakousko  | Soustředění Rakousko  | Soustředění Rakousko | Soustředění Rakousko | Soustředění Rakousko                                    |
| --------------------- | --------------------- | -------------------- | -------------------- | ------------------------------------------------------- |
| 24/ 06/ 2023          | FC Universitatea Kluž | Kammer               | 3-0                  | 21', 40' Barseghjan, 54' Abubakari                      |
| 27/ 06/ 2023          | NK Olimpija Lublaň    | Bruck an der Mur     | 2-1                  | 16' Abubakari, 27' Zmrhal                               |
| Soustředění Slovensko |                       |                      |                      |                                                         |
| 1/ 07/ 2023           | Wisła Płock           | Šamorín              | 2-0                  | 51' Čavrić, 82' Marcelli                                |
| 5/ 07/ 2023           | FC Rapid Bukurešť     | Šamorín              | 4-1                  | 8' Tolić, 49' Zuberu, 63' Wimmer, 63' Wimmer, 84' Kucka |

### Zimní přípravné zápasy
V lednu Slovan odcestoval na desetidenní zimní soustředění do Kataru, kde se, mimo dalších přípravných zápasů, utkal s ruským Dynamem Moskva. V souvislosti s probíhající ruskou válkou proti Ukrajině Jaroslav Tvrdík rozhodl o zrušení předběžně plánovaného zápasu Slavie se Slovanem a na závěrečné utkání, kterým vrcholí zimní příprava, pozval jiné slovenské mužstvo – ViOn Zlaté Moravce. Slavia oznámila, že výtěžek utkání, které se uskuteční v neděli 4. února, pošle na pomoc Ukrajině. Slovan reagoval oficiálním prohlášením, kde uvedl, že rozhodnutí Slavie respektuje, avšak neztotožňuje se s důvody, které slávisté uvedli. Přátelská utkání obvykle zůstávají na okraji pozornosti, avšak následky, které zápas s Dynamem Moskva měl, byly bohatě reflektovány v českých i zahraničních médiích.
| Datum             | Soupeř           | Místo                 | Výsledek | Střelci Slovanu                                    |
| ----------------- | ---------------- | --------------------- | -------- | -------------------------------------------------- |
| 17/ 01/ 2024      | MFK Vyškov       | Brno, Česko           | 2-2      | 51' Zuberu, 77' Barseghjan                         |
| Soustředění Katar |                  |                       |          |                                                    |
| 23/ 01/ 2024      | FC Dynamo Moskva | Dauhá                 | 1-2      | 4' Kankava                                         |
| 26/ 01/ 2024      | Al-Rayyan SC     | Dauhá                 | 2-2      | 46' Weiss ml., 80' Barseghjan                      |
| 29/ 01/ 2024      | Al-Wakrah SC     | Dauhá                 | 2-0      | 38' Pauschek, 65' Barseghjan, 86' Božík, 90' Tolić |
|                   |                  |                       |          |                                                    |
| 03/ 02/ 2024      | NK Bravo         | Bratislava, Slovensko | 1-1      | 48' (pen) Strelec                                  |

### Niké liga
| Poř. | Tým                         | Z  | V  | R  | P  | VG | OG | B  |
| ---- | --------------------------- | -- | -- | -- | -- | -- | -- | -- |
| 1.   | ŠK Slovan Bratislava        | 32 | 23 | 4  | 5  | 76 | 31 | 73 |
| 2.   | FC DAC 1904 Dunajská Streda | 32 | 16 | 10 | 6  | 49 | 32 | 58 |
| 3.   | FC Spartak Trnava           | 32 | 18 | 3  | 11 | 47 | 29 | 57 |
| 4.   | MŠK Žilina                  | 32 | 16 | 7  | 9  | 54 | 45 | 55 |
| 5.   | MFK Ružomberok              | 32 | 12 | 11 | 9  | 38 | 43 | 47 |

Poznámky:
- Z = Odehrané zápasy; V = Vítězství; R = Remízy; P = Prohry; VG = Vstřelené góly; OG = Obdržené góly; B = Body

Legenda:
|  | Postup do 1. předkola Ligy mistrů UEFA 2024/2025      |
|  | Postup do 2. předkola Konferenční ligy UEFA 2024/2025 |
|  | Postup do 1. předkola Evropské ligy UEFA 2024/2025    |

| Celkem | Celkem | Celkem | Celkem | Celkem | Celkem | Celkem | Celkem | Doma | Doma | Doma | Doma | Doma | Doma | Doma | Venku | Venku | Venku | Venku | Venku | Venku | Venku |
| Z      | V      | R      | P      | VG     | OG     | GR     | Body   | Z    | V    | R    | P    | VG   | OG   | Body | Z     | V     | R     | P     | VG    | OG    | Body  |
| ------ | ------ | ------ | ------ | ------ | ------ | ------ | ------ | ---- | ---- | ---- | ---- | ---- | ---- | ---- | ----- | ----- | ----- | ----- | ----- | ----- | ----- |
| 32     | 23     | 4      | 5      | 76     | 31     | +45    | 73     | 16   | 11   | 3    | 2    | 38   | 16   | 36   | 16    | 12    | 1     | 3     | 38    | 15    | 37    |

Poslední úprava: 24. května 2024 (ke konci sezony)

#### Kolo po kole
| Kolo     | 1  | 2  | 3  | 4  | 5  | 6  | 7  | 8  | 9  | 10 | 11 | 12 | 13 | 14 | 15 | 16 | 17 | 18 | 19 | 20 | 21 | 22 | 23 | 24 | 25 | 26 | 27 | 28 | 29 | 30 | 31 | 32 |
| -------- | -- | -- | -- | -- | -- | -- | -- | -- | -- | -- | -- | -- | -- | -- | -- | -- | -- | -- | -- | -- | -- | -- | -- | -- | -- | -- | -- | -- | -- | -- | -- | -- |
| Hřiště   | V  | D  | V  | D  | V  | D  | V  | D  | V  | D  | V  | D  | V  | D  | V  | D  | V  | D  | V  | D  | V  | D  | V  | D  | D  | V  | D  | V  | V  | D  | V  | D  |
| Výsledek | R  | R  | V  | V  | V  | V  | P  | V  | V  | V  | V  | V  | V  | V  | V  | R  | V  | V  | V  | V  | V  | V  | V  | P  | V  | V  | R  | V  | P  | P  | P  | V  |
| Pozice   | 5. | 7. | 5. | 1. | 6. | 6. | 6. | 6. | 4. | 2. | 1. | 1. | 1. | 1. | 1. | 1. | 1. | 1. | 1. | 1. | 1. | 1. | 1. | 1. | 1. | 1. | 1. | 1. | 1. | 1. | 1. | 1. |

#### Základní část – podzim
| 1. kolo 29. července 2023 | FC Košice | 0 – 0 | ŠK Slovan Bratislava | Košická futbalová aréna, Košice                   |  |
| 20:30 SELČ |           |       |                      | Diváci: 5 836 (vyprodáno) Rozhodčí: Michal Očenáš |  |
| Poznámky: Sestava Slovanu: Borjan – Blackman (71. Pauschek), Križan (81. Savvidis), Wimmer, Vojtko – Agbo (65. Tolič), Kucka (C) – Zmrhal (71. Barseghjan), Lichý, Marcelli (81. Zuberu) – Abubakari |           |       |                      |                                                   |  |

| 2. kolo 5. srpna 2023 | ŠK Slovan Bratislava                | 2 – 2 | MFK Dukla Banská Bystrica               | Národný futbalový štadión, Bratislava |  |
| 18:00 SELČ | 37' Marko Tolić 50' Malik Abubakari |       | 11' Enzo Arevalo 87' Timotej Záhumenský | Diváci: 6 540 Rozhodčí: Lukáš Dzivjak |  |
| Poznámky: Sestava Slovanu: Borjan – Blackman, Voet, Wimmer, Vojtko (70. Marcelli) – Lichý – Barseghjan (78. Čavrič), Tolič (70. Kucka), Weiss ml. (C), Zmrhal - Abubakari (78. Zuberu) |                                     |       |                                         |                                       |  |

| 3. kolo 12. srpna 2023 | MFK Skalica         | 1 – 2 | ŠK Slovan Bratislava                    | Štadión MFK Skalica, Skalica                       |  |
| 20:30 SELČ | 60' Oliver Podhorin |       | 21' Nino Marcelli 40' Tigran Barseghjan | Diváci: 3 000 (vyprodáno) Rozhodčí: Boris Marhefka |  |
| Poznámky: Sestava Slovanu: Hrdina – Blackman, Križan, Wimmer, Vojtko – Lichý (C) – Zmrhal (86. Bajrič), Barseghjan (80. Kankava), Tolič (80. Zuberu), Marcelli (68. Agbo) – Strelec (68. Abubakari) |                     |       |                                         |                                                    |  |

| 4. kolo 1. listopadu 2023 | ŠK Slovan Bratislava                                                      | 5 – 1 | MFK Zemplín Michalovce | Národný futbalový štadión, Bratislava |  |
| 15:00 SELČ | 4', 23' Nino Marcelli 16', 80' Aleksandar Čavrić 31' (vl) Saša Marjanović |       | 8' Gino van Kessel     | Diváci: 3 427 Rozhodčí: Erik Gemzický |  |
| Poznámky: Sestava Slovanu: Borjan – Blackman (75. Vojtko), Kašia, Wimmer, Lovat – Savvidis (69. Lichý), Kankava – Tolič – Strelec (69. Zmrhal), Čavrič (C) (82. Barseghjan), Marcelli (82. Zuberu) |                                                                           |       |                        |                                       |  |

| 6. kolo 3. září 2023 | ŠK Slovan Bratislava                       | 3 – 2 | FK Železiarne Podbrezová          | Národný futbalový štadión, Bratislava   |  |
| 18:00 SELČ | 22', 90' Tigran Barseghjan 90' Guram Kašia |       | 78' Mark Assinor 87' Marek Bartoš | Diváci: 3 422 Rozhodčí: Kristián Micheľ |  |
| Poznámky: Sestava Slovanu: Borjan – Pauschek, Kašia (C), Bajrič, Vojtko (60. Lovat) – Savvidis – Lichý (72. Kucka), Kankava (78. Tolič) – Barseghjan, Čavrič (60. Strelec), Abubakari (72. Marcelli) |                                            |       |                                   |                                         |  |

| 7. kolo 17. září 2023 | FC DAC 1904 Dunajská Streda                         | 1 – 3 | ŠK Slovan Bratislava | MOL Aréna, Dunajská Streda            |  |
| 17:30 SELČ | 11' Fernand Gouré 30' Aleš Čermák 57' Željko Gavrić |       | 60' David Strelec    | Diváci: 8 866 Rozhodčí: Erik Gemzický |  |
| Poznámky: Sestava Slovanu: Borjan – Pauschek (67. Blackman), Kašia, Bajrič, Lovat – Savvidis (46. Marcelli) – Kucka (C) (67. Tolič), Kankava – Barseghjan (86. Zuberu), Abubakari (46. Strelec), Čavrič |                                                     |       |                      |                                       |  |

| 8. kolo 24. září 2023 | ŠK Slovan Bratislava                    | 2 – 0 | MŠK Žilina | Národný futbalový štadión, Bratislava |  |
| 17:30 SELČ | 47' David Strelec 47' Tigran Barseghjan |       |            | Diváci: 4 757 Rozhodčí: Peter Ziemba  |  |
| Poznámky: Sestava Slovanu: Borjan – Pauschek, Kašia, Križan, Zmrhal – Lichý (79. Kankava), Kucka (C) – Barseghjan (88. Zuberu), Strelec (69. Weiss ml.), Marcelli (69. Čavrič) – Abubakari (46. Wimmer) |                                         |       |            |                                       |  |

| 9. kolo 30. září 2023 | FC ViOn Zlaté Moravce – Vráble | 0 – 3 | ŠK Slovan Bratislava                   | Štadión FC ViOn, Zlaté Moravce      |  |
| 18:00 SELČ |                                |       | 2' Jaromír Zmrhal 47', 75' Marko Tolić | Diváci: 3 853 Rozhodčí: Filip Glova |  |
| Poznámky: Sestava Slovanu: Trnovský – Pauschek, Kašia (C), Križan, Vojtko (60. Barseghjan) – Lichý, Kankava (80. Marcelli) – Zuberu (69. Kucka), Tolič (80. Abubakari), Zmrhal – Strelec (60. Weiss ml.) |                                |       |                                        |                                     |  |

| 10. kolo 8. října 2023 | ŠK Slovan Bratislava                     | 2 – 0 | AS Trenčín | Národný futbalový štadión, Bratislava  |  |
| 18:00 SELČ | 22' Lukáš Pauschek 71' Aleksandar Čavrić |       |            | Diváci: 6 283 Rozhodčí: Boris Marhefka |  |
| Poznámky: Sestava Slovanu: Borjan – Bajrič, Kašia (90. Križan), Wimmer – Pauschek, Savvidis, Kucka (90. Lichý), Zmrhal (85. Tolič) – Barseghjan, Čavrič (85. Abubakari), Weiss ml. (C) (13. Strelec) |                                          |       |            |                                        |  |

| 11. kolo 21. října 2023 | FC Spartak Trnava    | 1 – 2 | ŠK Slovan Bratislava                  | Štadión Antona Malatinského, Trnava   |  |
| 17:30 SELČ | 66' Adrian Zeljković |       | 64' Aleksandar Čavrić 76' Lucas Lovat | Diváci: 12 528 Rozhodčí: Peter Ziemba |  |
| Poznámky: Sestava Slovanu: Borjan – Bajrič, Kašia, Wimmer – Blackman (87. Pauschek), Kucka (C), Kankava, Lovat – Barseghjan, Čavrič (90. Savvidis), Zmrhal (65. Strelec) |                      |       |                                       |                                       |  |

| 12. kolo 29. října 2023 | ŠK Slovan Bratislava                                                              | 4 – 0 | FC Košice | Národný futbalový štadión, Bratislava  |  |
| 18:00 SELČ | 6' David Strelec 9' Tigran Barseghjan 14' Juraj Kucka 48' (pen) Aleksandar Čavrić |       |           | Diváci: Peter Kráľovič Rozhodčí: 6 250 |  |
| Poznámky: Sestava Slovanu: Borjan – Blackman (80. Lovat), Križan, Bajrič, Zmrhal – Savvidis – Kucka (C) (46. Lichý), Tolič – Barseghjan (66. Marcelli), Čavrič (66. Abubakari), Strelec (84. Vojtko) |                                                                                   |       |           |                                        |  |

| 13. kolo 4. listopadu 2023 | MFK Dukla Banská Bystrica | 1 – 4 | ŠK Slovan Bratislava                                           | Štadión SNP, Banská Bystrica        |  |
| 15:00 SELČ | 10' Jakub Uhrinčať        |       | 30' Aleksandar Čavrić 48', 86' Nino Marcelli 55' David Strelec | Diváci: 3 130 Rozhodčí: Filip Glova |  |
| Poznámky: Sestava Slovanu: Trnovský – Zmrhal, Kašia, Bajrič, Lovat (46. Blackman) – Agbo, Lichý – Barseghjan (81. Zuberu), Strelec (72. Savvidis), Weiss ml. (C) (46. Marcelli) - Čavrič (77. Abubakari) |                           |       |                                                                |                                     |  |

| 14. kolo 12. listopadu 2023 | ŠK Slovan Bratislava                  | 1 – 0 | MFK Skalica | Národný futbalový štadión, Bratislava |  |
| 15:00 SELČ | 57' Marko Tolić 84' Tigran Barseghjan |       |             | Diváci: 3 011 Rozhodčí: Peter Ziemba  |  |
| Poznámky: Sestava Slovanu: Borjan – Pauschek, Bajrič, Wimmer, Lovat (68. Blackman) – Kankava, Kucka (C) – Barseghjan (90. Savvidis), Tolič, Strelec (68. Zmrhal) - Čavrič |                                       |       |             |                                       |  |

| 15. kolo 25. listopadu 2023 | MFK Zemplín Michalovce | 0 – 2 | ŠK Slovan Bratislava              | Mestský futbalový štadión, Michalovce  |  |
| 15:00 SELČ |                        |       | 40' David Strelec 43' Juraj Kucka | Diváci: 1 208 Rozhodčí: Boris Marhefka |  |
| Poznámky: Sestava Slovanu: Trnovský – Pauschek (78. Vojtko), Kašia, Bajrič, Zmrhal (78. Zuberu) – Savvidis, Kankava, Kucka (C) (90. Agbo) – Barseghjan, Čavrič (90. Abubakari), Strelec (65. Blackman) |                        |       |                                   |                                        |  |

| 16. kolo 3. prosince 2023 | ŠK Slovan Bratislava              | 2 – 2 | MFK Ružomberok                      | Národný futbalový štadión, Bratislava   |  |
| 15:00 SELČ | 31' Marko Tolić 58' David Strelec |       | 25' Timotej Múdry 38' Martin Chrien | Diváci: 2 329 Rozhodčí: Kristián Micheľ |  |
| Poznámky: Sestava Slovanu: Borjan – Pauschek, Bajrič (74. Kašia), Wimmer, Lovat (85. Zmrhal) – Kankava, Kucka (C) – Čavrič, Tolič (90. Zuberu), Marcelli (46. Barseghjan) – Abubakari (46. Strelec) |                                   |       |                                     |                                         |  |

| 17. kolo 9. prosince 2023 | FK Železiarne Podbrezová | 0 – 6 | ŠK Slovan Bratislava | ZELPO Aréna, Podbrezová              |  |
| 15:00 SELČ |                          |       | 15' (vl) Peter Kováčik 18', 51' (pen) Aleksandar Čavrić 25' César Blackman 31' (pen) Tigran Barseghjan 84' David Strelec | Diváci: 1 746 Rozhodčí: Martin Dohál |  |
| Poznámky: Sestava Slovanu: Borjan – Bajrič (72. Zmrhal), Kašia, Wimmer – Blackman, Kankava, Savvidis (78. Zuberu), Pauschek – Barseghjan (72. Tolič), Čavrič (78. Strelec), Kucka (C) (82. Lichý) |                          |       | |                                      |  |

| 18. kolo 17. prosince 2023 | ŠK Slovan Bratislava | 2 – 1 | FC DAC 1904 Dunajská Streda | Národný futbalový štadión, Bratislava |  |
| 17:30 SELČ | 24', 62' Marko Tolić |       | 44' Matej Trusa             | Diváci: 4 789 Rozhodčí: Erik Gemzický |  |
| Poznámky: Sestava Slovanu: Borjan – Blackman, Bajrič, Wimmer, Lovat (62. Pauschek) – Savvidis, Kucka (C) – Barseghjan, Tolič (85. Kankava), Zmrhal (46. Strelec) - Čavrič (90. Kašia) |                      |       |                             |                                       |  |

#### Základní část – jaro
| 19. kolo 9. února 2024 | MŠK Žilina | 0 – 4 | ŠK Slovan Bratislava                                                                     | Štadión pod Dubňom, Žilina           |  |
| 17:30 SELČ |            |       | 9' Tigran Barseghjan 36' Vladimír Weiss ml. 82' Džaba Kankava 90' (pen) Gerson Rodrigues | Diváci: 4 235 Rozhodčí: Peter Ziemba |  |
| Poznámky: Sestava Slovanu: Borjan (59. Trnovský) – Bajrič, Kašia, Wimmer – Blackman, Savvidis (90. Lichý), Kankava, Zmrhal – Barseghjan (90. Pauschek), Strelec (90. Marcelli), Weiss ml. (C) (72. Rodrigues) |            |       |                                                                                          |                                      |  |

| 20. kolo 18. února 2024 | ŠK Slovan Bratislava                                        | 4 – 1 | FC ViOn Zlaté Moravce – Vráble | Národný futbalový štadión, Bratislava |  |
| 15:00 SELČ | 16' Juraj Kucka 30', 73' Gerson Rodrigues 56' Nino Marcelli |       | 72' Filip Balaj                | Diváci: 3 168 Rozhodčí: Lukáš Dzivjak |  |
| Poznámky: Sestava Slovanu: Trnovský – Pauschek (58. Blackman), Bajrič, Wimmer, Vojtko (87. Zmrhal) – Kankava – Kucka (C) (78. Savvidis), Lichý – Barseghjan, Rodrigues (87. Božík), Marcelli (58. Strelec) |                                                             |       |                                |                                       |  |

| 21. kolo 25. února 2024 | AS Trenčín | 0 – 2 | ŠK Slovan Bratislava                       | Štadión na Sihoti, Trenčín          |  |
| 15:00 SELČ |            |       | 51' (pen) Marko Tolić 66' Gerson Rodrigues | Diváci: 4 377 Rozhodčí: Filip Glova |  |
| Poznámky: Sestava Slovanu: Borjan – Lichý (80. Kašia), Bajrič, Wimmer – Pauschek (C) (89. Blackman), Savvidis, Kankava, Vojtko – Tolič (59. Kucka), Strelec (59. Rodrigues), Marcelli (59. Barseghjan) |            |       |                                            |                                     |  |

| 22. kolo 2. března 2024 | ŠK Slovan Bratislava                      | 2 – 0 | FC Spartak Trnava | Národný futbalový štadión, Bratislava   |  |
| 17:00 SELČ | 16' Vladimír Weiss ml. 90' Jaromír Zmrhal |       |                   | Diváci: 11 130 Rozhodčí: Boris Marhefka |  |
| Poznámky: Sestava Slovanu: Borjan – Blackman (90. Pauschek), Kašia, Bajrič, Wimmer – Kankava, Savvidis, Kucka (90. Tolič) - Barseghjan (90. Marcelli), Strelec (45. Rodrigues), Weiss ml. (C) (45. Zmrhal) |                                           |       |                   |                                         |  |

#### Nadstavbová část
| 23. kolo 8. března 2024 | MFK Ružomberok | 0 – 1 | ŠK Slovan Bratislava | Štadión pod Čebraťom, Ružomberok      |  |
| 17:30 SELČ |                |       | 45' Nino Marcelli    | Diváci: 2 387 Rozhodčí: Lukáš Dzivjak |  |
| Poznámky: Sestava Slovanu: Borjan – Bajrič, Kašia, Wimmer – Pauschek (90. Marušin), Savvidis, Kankava, Vojtko (74. Lichý) – Marcelli (74. Blackman), Kucka (C), Zmrhal (90. Božík) |                |       |                      |                                       |  |

| 24. kolo 17. března 2024 | ŠK Slovan Bratislava | 0 – 2 | FC Spartak Trnava                      | Národný futbalový štadión, Bratislava |  |
| 17:30 SELČ |                      |       | 21' (vl) Kevin Wimmer 80' Michal Ďuriš | Diváci: 10 050 Rozhodčí: Balint Kišš  |  |
| Poznámky: 'Sestava Slovanu: Borjan – Pauschek (81. Zuberu), Bajrič, Wimmer, Vojtko – Savvidis, Kucka (C) – Marcelli (66. Lichý), Tolič, Zmrhal - Barseghjan |                      |       |                                        |                                       |  |

| 25. kolo 30. března 2024 | ŠK Slovan Bratislava                | 2 – 1 | FK Železiarne Podbrezová | Národný futbalový štadión, Bratislava  |  |
| 17:30 SELČ | 26' David Strelec 90' Nino Marcelli |       | 43' Ridwan Sanusi        | Diváci: 2 836 Rozhodčí: Peter Kráľovič |  |
| Poznámky: 'Sestava Slovanu:Borjan – Pauschek (64. Blackman), Bajrič (64. Kašia), Wimmer, Vojtko (89. Lichý) – Kucka (C), Savvidis, Kankava (64. Marcelli) – Barseghjan, Strelec (76. Zuberu), Tolič |                                     |       |                          |                                        |  |

| 26. kolo 5. dubna 2024 | MŠK Žilina | 0 – 3 | ŠK Slovan Bratislava                         | Štadión pod Dubňom, Žilina            |  |
| 17:30 SELČ |            |       | 26', 87' Tigran Barseghjan 69' Nino Marcelli | Diváci: 2 955 Rozhodčí: Erik Gemzicky |  |
| Poznámky: 'Sestava Slovanu: Borjan – Bajrič, Kašia (C), Wimmer (89. Risvanis) – Blackman (89. Lichý), Savvidis, Kankava, Vojtko – Barseghjan (89. Zmrhal), Strelec (65. Pauschek) - Marcelli (75. Tolič) |            |       |                                              |                                       |  |

| 27. kolo 13. dubna 2024 | ŠK Slovan Bratislava | 0 – 0 | FC DAC 1904 Dunajská Streda | Národný futbalový štadión, Bratislava  |  |
| 15:30 SELČ |                      |       |                             | Diváci: 9 160 Rozhodčí: Boris Marhefka |  |
| Poznámky: 'Sestava Slovanu: Borjan – Bajrič, Kašia, Wimmer (58. Tolič) – Blackman (81. Pauschek), Savvidis, Kucka (C), Vojtko (77. Zmrhal) – Barseghjan, Strelec (81. Zuberu), Marcelli (77. Weiss ml.) |                      |       |                             |                                        |  |

| 28. kolo 21. dubna 2024 | FC Spartak Trnava | 1 – 2 | ŠK Slovan Bratislava                   | Štadión Antona Malatinského, Trnava   |  |
| 17:30 SELČ | 14' Michal Ďuriš  |       | 47' Tigran Barseghjan 83' Matúš Vojtko | Diváci: 8 037 Rozhodčí: Michal Očenáš |  |
| Poznámky: 'Sestava Slovanu: Borjan – Pauschek, Kašia, Bajrič, Zmrhal (74. Vojtko) – Lichý (65. Blackman), Kucka (C) (81. Wimmer) – Barseghjan, Tolič (65. Savvidis), Marcelli (74. Weiss ml.) – Strelec |                   |       |                                        |                                       |  |

| 29. kolo 28. dubna 2024 | FC DAC 1904 Dunajská Streda                                  | 5 – 3 | ŠK Slovan Bratislava                                          | MOL Aréna, Dunajská Streda             |  |
| 17:30 SELČ | 10', 27', 56' Matej Trusa 19' Milán Vitális 89' Damir Redzic |       | 78' David Strelec 83' (pen) Tigran Barseghjan 84' Marko Tolić | Diváci: 8 834 Rozhodčí: Boris Marhefka |  |
| Poznámky: 'Sestava Slovanu: Trnovský – Bajrič, Risvanis (46. Marcelli), Wimmer (46. Kašia) – Blackman, Savvidis, Lichý (46. Tolič), Vojtko (87. Zuberu) – Barseghjan, Strelec, Weiss ml. (C) (79. Zmrhal) |                                                              |       |                                                               |                                        |  |

| 30. kolo 4. května 2024 | ŠK Slovan Bratislava                                       | 2 – 3 | MŠK Žilina                                     | Národný futbalový štadión, Bratislava |  |
| 18:00 SELČ | 25' César Blackman 52' Nino Marcelli 62' Kyriakos Savvidis |       | 7' Eric Bile 33' Samuel Ďatko 90' Xavier Adang | Diváci: 6 350 Rozhodčí: Martin Dohál  |  |
| Poznámky: 'Sestava Slovanu: Borjan – Blackman, Bajrič, Wimmer, Zmrhal – Pauschek, Savvidis – Barseghjan, Weiss ml. (C) (84. Isaac), Marcelli (89. Zuberu) - Strelec (84. Vojtko) |                                                            |       |                                                |                                       |  |

| 32. kolo 18. května 2024 | ŠK Slovan Bratislava                                                                       | 5 – 1 | MFK Ružomberok     | Národný futbalový štadión, Bratislava |  |
| 17:00 SELČ | 21' Guram Kašia 24' David Strelec 40' Tigran Barseghjan 61' Marko Tolić 90' Jaromír Zmrhal |       | 30' Oliver Luterán | Diváci: 9 028 Rozhodčí: Filip Glova   |  |
| Poznámky: 'Sestava Slovanu: Borjan (88. Trnovský) – Bajrič, Kašia (81. Vojtko), Wimmer – Blackman, Tolič (88. Mateáš), Savvidis, Marcelli (81. Pauschek) – Barseghjan, Strelec, Weiss ml. (C) (68. Zmrhal) |                                                                                            |       |                    |                                       |  |

### Liga mistrů UEFA
Hlavní článek: Liga mistrů UEFA 2023/2024

#### Předkola
| 1. předkolo 12. července 2023 | ŠK Slovan Bratislava                   | 1 – 1 | FC Swift Hesper         | Národný futbalový štadión, Bratislava, Slovensko |  |
| 20:30 SELČ | 25' Vladimír Weiss ml. 45' Juraj Kucka |       | 22' (pen) Dominik Stolz | Diváci: 14 470 Rozhodčí: Viktor Kopiievskyi      |  |
| Poznámky: Sestava Slovanu: Borjan – Pauschek, Kašia, Bajrič, Lovat – Kucka, Kankava – Barseghjan (46. Savvidis), Weiss ml. (C) (83. Zuberu), Zmrhal (46. Čavrič) - Abubakari (77. Tolič) |                                        |       |                         |                                                  |  |

| 1. předkolo odveta 19. července 2023 | FC Swift Hesper | 0 – 2 | ŠK Slovan Bratislava                  | Stade de Luxembourg, Lucemburk, Lucembursko |  |
| 20:00 SELČ |                 |       | 21', 40' (obě pen) Vladimír Weiss ml. | Diváci: 3 054 Rozhodčí: Abdulkadir Bitigen  |  |
| Poznámky: Sestava Slovanu: Borjan – Bajrič, Kašia, Wimmer, Lovat – Savvidis (90. Marcelli), Kankava – Barseghjan (82. Abubakari), Tolič (73. Lichý), Weiss ml. (C) (82. Zmrhal) – Čavrič (82. Zuberu) |                 |       |                                       |                                             |  |

| 2. předkolo 25. července 2023 | HŠK Zrinjski Mostar | 0 – 1 | ŠK Slovan Bratislava | Stadion pod Bijelim Brijegom, Mostar, Bosna a Hercegovina |  |
| 21:00 SELČ |                     |       | 53' Sharani Zuberu   | Diváci: 4 900 (vyprodáno) Rozhodčí: Bram Van Driessche    |  |
| Poznámky: Sestava Slovanu: Borjan – Pauschek, Kašia, Bajrič, Lovat – Savvidis, Kankava – Barseghjan (67. Lichý), Tolič (67. Abubakari), Zuberu (83. Wimmer) - Čavrič (C) (77. Zmrhal) |                     |       |                      |                                                           |  |

| 2. předkolo odveta 1. srpna 2023 | ŠK Slovan Bratislava                    | 2 – 2 | HŠK Zrinjski Mostar                    | Národný futbalový štadión, Bratislava, Slovensko     |  |
| 20:30 SELČ | 5' Aleksandar Čavrić 66' Sharani Zuberu |       | 75' Hrvoje Barišić 90' Antonio Ivančić | Diváci: 20 498 (vyprodáno) Rozhodčí: Jeremie Pignard |  |
| Poznámky: Sestava Slovanu: Borjan – Pauschek, Kašia, Bajrič, Lovat – Savvidis – Zuberu (77. Marcelli), Kucka, Kankava, Weiss ml. (C) (77. Barseghjan) - Čavrič (87. Abubakari) |                                         |       |                                        |                                                      |  |

| 3. předkolo 9. srpna 2023 | ŠK Slovan Bratislava    | 1 – 2 | Makabi Haifa FC                  | Národný futbalový štadión, Bratislava, Slovensko      |  |
| 20:30 SELČ | 12' (vl) Abdoulaye Seck |       | 5' Frantzdy Pierrot 15' Dia Saba | Diváci: 21 375 (vyprodáno) Rozhodčí: Andris Treimanis |  |
| Poznámky: Sestava Slovanu: Borjan – Pauschek (86. Zmrhal), Kašia, Bajrič, Lovat – Kucka (C), Savvidis (75. Tolič), Kankava – Čavrič, Abubakari (75. Strelec), Zuberu (63. Barseghjan) |                         |       |                                  |                                                       |  |

| 3. předkolo odveta 16. srpna 2023 | Makabi Haifa FC                                  | 3 – 1 | ŠK Slovan Bratislava | Sammy Ofer Stadium, Haifa, Izrael     |  |
| 19:00 SELČ | 29' Frantzdy Pierrot 45' Dia Saba 90' Dean David |       | 86' Marko Tolić      | Diváci: 29 000 Rozhodčí: Craig Pawson |  |
| Poznámky: Sestava Slovanu: Borjan – Pauschek, Kašia, Bajrič, Lovat – Barseghjan (46. Abubakari), Kucka (C) (67. Marcelli), Kankava, Zuberu (67. Tolič) – Strelec (80. Blackman) – Čavrič (46. Lichý) |                                                  |       |                      |                                       |  |

### Evropská liga UEFA
Hlavní článek: Evropská liga UEFA 2023/2024

#### Předkolo
| 4. předkolo 24. srpna 2023 | ŠK Slovan Bratislava              | 2 – 1 | Aris Limassol         | Národný futbalový štadión, Bratislava, Slovensko |  |
| 20:30 SELČ | 34' Marko Tolić 57' David Strelec |       | 73' Mihlali Mayambela | Diváci: 17 564 Rozhodčí: William Collum          |  |
| Poznámky: Sestava Slovanu: Borjan – Blackman, Bajrič, Wimmer, Lovat – Kucka (C), Kankava, Tolič (89. Savvidis) – Strelec (67. Barseghjan), Abubakari (88. Weiss ml.), Marcelli (78. Zuberu) |                                   |       |                       |                                                  |  |

| 4. předkolo odveta 31. srpna 2023 | Aris Limassol                                                                       | 6 – 2 | ŠK Slovan Bratislava                    | Alphamega Stadium, Kolossi, Kypr        |  |
| 19:00 SELČ | 21', 45', 51' Yannick Gomis 24' Július Szöke 67' Mihlali Mayambela 72' Morgan Brown |       | 37' David Strelec 89' Tigran Barseghjan | Diváci: 2 872 Rozhodčí: Erik Lambrechts |  |
| Poznámky: Sestava Slovanu: Borjan – Blackman, Bajrič, Wimmer, Lovat (70. Vojtko) – Kankava – Tolič (58. Abubakari), Kucka (C) – Zuberu (58. Čavrič), Strelec (70. Lichý), Marcelli (58. Barseghjan) |                                                                                     |       |                                         |                                         |  |

### Evropská konferenční liga UEFA
Hlavní článek: Evropská konferenční liga UEFA 2023/2024

#### Základní Skupina A – tabulka
| Poř. | Tým                  | Z | V | R | P | VG | OG | B  |
| ---- | -------------------- | - | - | - | - | -- | -- | -- |
| 1.   | Lille OSC            | 6 | 4 | 2 | 0 | 10 | 2  | 14 |
| 2.   | ŠK Slovan Bratislava | 6 | 3 | 1 | 2 | 8  | 7  | 10 |
| 3.   | NK Olimpija Lublaň   | 6 | 2 | 0 | 4 | 4  | 9  | 6  |
| 4.   | KÍ Klaksvík          | 6 | 1 | 1 | 4 | 5  | 9  | 4  |

Poznámky:
- Z = Odehrané zápasy; V = Vítězství; R = Remízy; P = Prohry; VG = Vstřelené góly; OG = Obdržené góly; B = Body

Legenda:
|  | Postup do osmifinále play-off      |
|  | Postup do šestnáctifinále play-off |

### Základní skupina A – zápasy
| 1. hrací den 21. září 2023 | ŠK Slovan Bratislava                         | 2 – 1 | KÍ Klaksvík       | Národný futbalový štadión, Bratislava, Slovensko   |  |
| 21:00 SELČ | 54' Vladimír Weiss ml. 74' Aleksandar Čavrić |       | 49' Deni Pavlović | Diváci: 12 454 Rozhodčí: Christian-Petru Ciorchica |  |
| Poznámky: Sestava Slovanu: Borjan – Blackman, Bajrič, Wimmer, Lovat – Savvidis (67. Kucka), Kankava – Strelec (67. Barseghjan), Tolič (85. Abubakari), Weiss ml. (C) (90. Marcelli) - Čavrič (90. Pauschek) |                                              |       |                   |                                                    |  |

| 2. hrací den 5. října 2023 | NK Olimpija Lublaň | 0 – 1 | ŠK Slovan Bratislava        | Stožice Stadium, Lublaň, Slovinsko         |  |
| 18:45 SELČ |                    |       | 55' (pen) Aleksandar Čavrić | Diváci: 5 064 Rozhodčí: Tasos Sidiropoulos |  |
| Poznámky: Sestava Slovanu: Borjan – Bajrič, Kašia, Wimmer – Blackman, Kucka, Kankava, Lovat – Barseghjan (79. Savvidis), Čavrič (88. Tolič), Weiss ml. (C) (79. Strelec) |                    |       |                             |                                            |  |

| 3. hrací den 26. října 2023 | Lille OSC                         | 2 – 1 | ŠK Slovan Bratislava                  | Stade Pierre-Mauroy, Lille, Francie    |  |
| 18:45 SELČ | 68' Yusuf Yazıcı 82' Rémy Cabella |       | 23' Aleksandar Čavrić 85' Lucas Lovat | Diváci: 19 610 Rozhodčí: Luca Pairetto |  |
| Poznámky: Sestava Slovanu: Borjan – Bajrič (89. Zmrhal), Kašia, Wimmer – Blackman (89. Pauschek), Kucka (C), Savvidis (89. Strelec), Kankava (90. Abubakari), Lovat – Čavrič, Barseghjan (90. Tolič) |                                   |       |                                       |                                        |  |

| 4. hrací den 9. listopadu 2023 | ŠK Slovan Bratislava  | 1 – 1 | Lille OSC       | Národný futbalový štadión, Bratislava, Slovensko |  |
| 21:00 SELČ | 81' Aleksandar Čavrić |       | 53' Angel Gomes | Diváci: 21 544 Rozhodčí: Gergo Bogár             |  |
| Poznámky: Sestava Slovanu: Borjan – Bajrič, Kašia, Wimmer – Blackman, Kucka (C), Savvidis (90. Kankava), Zmrhal – Barseghjan, Strelec (83. Weiss ml.), Marcelli (69. Čavrič) |                       |       |                 |                                                  |  |

| 5. hrací den 30. listopadu 2023 | KÍ Klaksvík        | 1 – 2 | ŠK Slovan Bratislava | Tórsvøllur, Tórshavn, Faerské ostrovy |  |
| 18:45 SELČ | 17' Mads Mikkelsen |       | 24', 62' Juraj Kucka | Diváci: 1 249 Rozhodčí: Kristo Tohver |  |
| Poznámky: Sestava Slovanu: Borjan – Blackman (90. Pauschek), Kašia, Bajrič, Zmrhal – Savvidis – Kankava, Kucka (C) – Barseghjan (61. Wimmer), Strelec (85. Abubakari), Čavrič (90. Zuberu) |                    |       |                      |                                       |  |

| 6. hrací den 14. prosince 2023 | ŠK Slovan Bratislava                | 1 – 2 | NK Olimpija Lublaň   | Národný futbalový štadión, Bratislava, Slovensko |  |
| 21:00 SELČ | 27' César Blackman 54' Milan Borjan |       | 17', 58' Pedro Lucas | Diváci: 14 387 Rozhodčí: Arda Kardesler          |  |
| Poznámky: Sestava Slovanu: Borjan – Bajrič, Kašia, Wimmer (56. Trnovský) – Blackman, Kankava, Kucka (C), Pauschek (67. Zmrhal) – Barseghjan, Čavrič, Strelec (67. Tolič) |                                     |       |                      |                                                  |  |

### Play-off
| Šestnáctifinále 15. února 2024 | SK Sturm Graz                                                                         | 4 – 1  | ŠK Slovan Bratislava                       | Merkur Arena, Graz, Rakousko               |  |
| 18:45 SELČ | 4' Mika Biereth 27' Jon Gorenc Stanković 64' (pen) Otar Kiteišvili 90+1' Amady Camara | Report | 8' Gerson Rodrigues 78' Vladimír Weiss ml. | Diváci: 12 817 Rozhodčí: Mohammed Al-Hakim |  |
| Poznámky: Sestava Slovanu: Trnovský – Pauschek, Kašia, Bajrić, Zmrhal – Kankava, Savvidis, Kucka (C) – Barseghjan (68. Weiss ml.), Rodrigues, Strelec (79. Tolić). |                                                                                       |        |                                            |                                            |  |

| Šestnáctifinále odveta 22. února 2024 | ŠK Slovan Bratislava | 0 – 1  | SK Sturm Graz    | Národný futbalový štadión, Bratislava, Slovensko |  |
| 21:00 SELČ | 90' César Blackman   | Report | 52' Mika Biereth | Diváci: 19 870 Rozhodčí: Orel Grinfeld           |  |
| Poznámky: Sestava Slovanu: Borjan – Bajrič, Kašia (86. Lichý), Wimmer – Blackman, Kucka (C) (77. Savvidis), Kankava, Zmrhal (60. Marcelli) – Barseghjan (86. Pauschek), Rodrigues, Strelec (60. Tolič) |                      |        |                  |                                                  |  |

### Slovenský pohár
| 2. kolo 13. září 2023 | ŠK Svätý Jur | 0 – 7 | ŠK Slovan Bratislava                                                                    | Štadión ŠK Svätý Jur, Svätý Jur |  |
| 16:30 SELČ |              |       | 4' David Strelec 45', 55', 87' Richard Križan 61', 69' Malik Abubakari 74' Rudolf Božík | Diváci: 1 354 Rozhodčí: Marsal  |  |
| Poznámky: Sestava Slovanu: Trnovský – Pauschek (57. Božík), Križan, Wimmer, Vojtko – Agbo – Lichý (C), Tolič (46. Mišovič) – Strelec (62. Lovat), Čavrič (46. Kankava), Abubakari (70. Savvidis) |              |       |                                                                                         |                                 |  |

| 3. kolo 18. října 2023 | ŠK Sereď        | 1 – 3 | ŠK Slovan Bratislava                                  | Štadión Sereď, Sereď       |  |
| 15:00 SELČ | 18' Lukáš Remeň |       | 7' Marko Tolić 16' Sharani Zuberu 62' Malik Abubakari | Diváci: – Rozhodčí: Valent |  |
| Poznámky: Sestava Slovanu: Trnovský – Pauschek, Križan, Wimmer, Vojtko (62. Lovat) – Lichý (72. Savvidis), Agbo (72. Kankava) – Zuberu, Tolič, Zmrhal (77. Mišovič) - Abubakari (62. Strelec) |                 |       |                                                       |                            |  |

| 4. kolo 22. listopadu 2023 | FC Slovan Galanta | 0 – 3 | ŠK Slovan Bratislava                                 | Štadión FC Slovan Galanta, Galanta |  |
| 13:00 SELČ |                   |       | 33' Džaba Kankava 49' Marko Tolić 50' Jaromír Zmrhal | Diváci: 2 150 Rozhodčí: Micheľ     |  |
| Poznámky: Sestava Slovanu: Trnovský – Pauschek (64. Tóth), Križan (32. Savvidis), Wimmer (74. Božík), Vojtko – Kankava (C), Agbo – Zuberu (74. Habodasz), Tolič, Zmrhal (64. Mišovič) - Abubakari |                   |       |                                                      |                                    |  |

| Osmifinále 28. února 2024 | ŠK Slovan Bratislava | 1 – 0 | MŠK Žilina | Národný futbalový štadión, Bratislava  |  |
| 17:30 SELČ | 66' Nino Marcelli    |       |            | Diváci: 2 273 Rozhodčí: Peter Kráľovič |  |
| Poznámky: Sestava Slovanu: Borjan – Bajrič, Kašia, Wimmer (65. Tolič) - Blackman, Kucka (90. Pauschek), Savvidis, Zmrhal – Barseghjan (81. Kankava), Rodrigues (65. Marcelli), Weiss ml. (C) (65. Strelec) |                      |       |            |                                        |  |

| Čtvrtfinále 13. března 2024 | ŠK Slovan Bratislava                       | 1 – 3 | FK Železiarne Podbrezová                         | Národný futbalový štadión, Bratislava |  |
| 20:30 SELČ | 33' Tigran Barseghjan 92' Gerson Rodrigues |       | 35' Šimon Faško 84' Vincent Chyla 86' René Paraj | Diváci: 1 620 Rozhodčí: Martin Dohál  |  |
| Poznámky: Sestava Slovanu: Borjan – Lichý (46. Marcelli), Kašia (69. Bajrič), Wimmer – Zmrhal (85. Zuberu), Savvidis (69. Tolič), Kankava, Vojtko (46. Pauschek) – Barseghjan, Rodrigues, Kucka (C) |                                            |       |                                                  |                                       |  |